# 圣地亚哥·兰苏埃拉
圣地亚哥·兰苏埃拉·马里纳（西班牙語：Santiago Lanzuela Marina，1948年9月27日—2020年4月16日），西班牙经济学家、政治人物。人民党党员，曾任阿拉贡自治区政府主席。

## 生平
1948年生于西班牙特鲁埃尔省塞利亚。毕业于巴伦西亚大学经济与商业科学专业。1974年至1976年，任尼加拉瓜西班牙技术合作团团长。1976年至1981年，任西班牙劳动部负责国际项目合作的次长。1982年，任伊比利亚美洲合作协会副主席、主席顾问等职。1989年，任阿拉贡自治区政府经济厅长。1991年8月至1993年9月，任经济和财政厅长。1993年至2001年，任阿拉贡人民党主席。1995年至1999年，任阿拉贡自治区政府主席。1999年9月被阿拉贡自治区任命为西班牙参议院议员，同时任参议院经济和金融委员会主席。2000年当选西班牙众议院议员。2004年、2008年和2011年获得连任。2012年10月，接替埃尔维拉·罗德里格斯担任众议院经济委员会主席。2014年7月辞去上述职务，担任西班牙电网公司专职董事。2018年9月25日辞任。2020年4月16日因2019冠状病毒病逝世。